# Бесконачни воз
Бесконачни воз (енгл. Infinity Train) америчка је анимирана телевизијска серија аутора Овена Дениса, који је претходно радио на серији Regular Show. Пилот је емитовао Cartoon Network 1. новембра 2016. године, пре него је купљена цела мини-серија због позитивних критика, која је премијерно емитована 5. августа 2019. године. Након завршетка прве сезоне, Cartoon Network је најавио да ће се серија наставити као антологија. Премијера друге сезоне је била 6. јануара 2020. године. Трећу сезону је емитовао HBO Max од 13. августа 2020. године, а десет епизода је емитовано наредне три седмице, док је читава четврта сезона објављена 15. априла 2021. године. У Србији серију емитује HBO Max од 22. априла 2022. године, синхронизовану на српски језик.
Све четири сезоне серије су добиле позитивне критике за своје сложене теме и ликове, сценарио, јединственост, стил визуелне анимације и гласовну глуму. У августу 2020, Денис је изјавио да, иако је желео да серија траје укупно осам сезона, већина екипе је отпуштена и да постоји ризик да се серија не буде обновљена за пету сезону; Денис је сугерисао да би HBO Max могао бити забринут што су приче и теме серије превише мрачне и непривлачне деци. Промотивни материјал за четврту сезону помиње је као финалну.

## Радња
Након укрцавања на тајанствени, међудименсионални воз, путници морају да уђу у чудне светове, реше загонетке и боре се с чудовиштима да би нашли свој пут кући у овој анимираној антологијској серији.

## Епизоде
| Сезона | Сезона | Епизоде | Емитовање        | Емитовање        | Емитовање у Србији | Емитовање у Србији |
| Сезона | Сезона | Епизоде | Премијера        | Финале           | Премијера          | Финале             |
| ------ | ------ | ------- | ---------------- | ---------------- | ------------------ | ------------------ |
|        | 1.     | 10      | 5. август 2019.  | 9. август 2019.  | 22. април 2022.    | 22. април 2022.    |
|        | 2.     | 10      | 6. јануар 2020.  | 10. јануар 2020. |                    |                    |
|        | 3.     | 10      | 13. август 2020. | 27. август 2020. |                    |                    |
|        | 4.     | 10      | 15. април 2021.  | 15. април 2021.  |                    |                    |